# Platymiscium albertinae
Platymiscium albertinae é uma espécie vegetal da família Fabaceae.
Apenas pode ser encontrada nas Honduras.
Está ameaçada por perda de habitat.